# Eucera discoidalis
Eucera discoidalis là một loài Hymenoptera trong họ Apidae. Loài này được Morawitz mô tả khoa học năm 1878.